# Prilepac
Prilepac (izvirno srbsko Прилепац) je naselje v Srbiji, ki upravno spada pod Občino Vlasotince; slednja pa je del Jablaniškega upravnega okraja.

## Demografija
V naselju živi 404 polnoletnih prebivalcev, pri čemer je njihova povprečna starost 40,6 let (39,4 pri moških in 41,8 pri ženskah). Naselje ima 109 gospodinjstev, pri čemer je povprečno število članov na gospodinjstvo 4,58.
To naselje je, glede na rezultate popisa iz leta 2002, večinoma srbsko.
|  |

| Demografija | Demografija     | Demografija     |
| Leto        | Št. prebivalcev | Št. prebivalcev |
| ----------- | --------------- | --------------- |
|             |                 |                 |
|             |                 |                 |
|             |                 |                 |
|             |                 |                 |
| 1948        | 439             |                 |
| 1953        | 472             |                 |
| 1961        | 459             |                 |
| 1971        | 465             |                 |
| 1981        | 502             |                 |
| 1991        | 474             | 469             |
| 2002        | 503             | 499             |
|             |                 |                 |

| Etnična sestava po popisu iz leta 2002 | Etnična sestava po popisu iz leta 2002 | Etnična sestava po popisu iz leta 2002 | Etnična sestava po popisu iz leta 2002 | Etnična sestava po popisu iz leta 2002 |
| -------------------------------------- | -------------------------------------- | -------------------------------------- | -------------------------------------- | -------------------------------------- |
| Srbi                                   | Srbi                                   |                                        | 498                                    | 99,79%                                 |
| Jugoslovani                            | Jugoslovani                            |                                        | 1                                      | 0,20%                                  |
| Neznano                                | Neznano                                |                                        | 0                                      | 0,0%                                   |